# Nick Easton
Nicholas Easton (* 16. Juni 1992 in Lenoir, North Carolina) ist ein ehemaliger US-amerikanischer American-Football-Spieler in der National Football League (NFL). Er spielt für die New Orleans Saints als Offensive Tackle. Davor war er bereits bei den San Francisco 49ers sowie den Minnesota Vikings unter Vertrag.

## College
Easton zeigte schon früh sportliches Talent und so tat er sich an der High School nicht nur im Football, sondern auch im Diskuswurf hervor. Er besuchte die Harvard University und spielte für deren Team, die Harvard Crimson auf verschiedenen Positionen in der Offensive Line College Football. In drei Spielzeiten bestritt er insgesamt 24 Spiele.

## NFL

### Baltimore Ravens
Eastons Profi-Karriere kam zunächst nur schleppend in Gang. So fand er beim NFL Draft 2015 keine Berücksichtigung, wurde danach jedoch von den Baltimore Ravens als Free Agent verpflichtet. Er machte die gesamte Vorbereitung mit, wurde aber noch vor Beginn der Regular Season wieder abgegeben.

### San Francisco 49ers
Am 5. September 2015 tauschten ihn die San Francisco 49ers gegen einen Siebtrunden-Pick im Draft 2016 ein, nur um ihn einen Monat später für den Linebacker Gerald Hodges und einen Sechstrundenpick an die Minnesota Vikings weiterzugeben. Er war zwar in der Zwischenzeit Teil des aktiven Rosters, kam aber kein einziges Mal zum Einsatz.

### Minnesota Vikings
Auch bei den Vikings war er zunächst zum Zuschauen verurteilt. Erst 2016, nach einer Verletzung des Starting-Centers, kam Easton zu seinen ersten Einsätzen und wurde schließlich in 11 Partien aufgeboten. 2017 lief er 12 mal als Starting-Left Tackle auf, bevor er wegen eines gebrochenen Knöchels die Spielzeit frühzeitig beenden musste.
Das Verletzungspech blieb ihm treu und er fiel die gesamte Saison 2018 mit einer schweren Verletzung im Nackenbereich, die er sich in der Vorbereitung zugezogen hatte, aus.

### New Orleans Saints
Nachdem der langjährige Center Max Unger im März 2019 seinen Rücktritt vom aktiven Sport bekannt gegeben hatte, verpflichteten ihn die New Orleans Saints. Easton erhielt einen Vierjahresvertrag über 24 Millionen US-Dollar.
Allerdings erhielt dann der Rookie Erik McCoy als Starting Center den Vorzug. Easton kam aber im Laufe der Saison auf verschiedenen Positionen zum Einsatz. Vor allem nach der Verletzung von Andrus Peat erhielt er zunehmend mehr Spielzeit. Im Februar 2021 wurde Easton entlassen um den Salary-Cap-Defizit zu verringern.